# Ludovic I al Bavariei
Ludovic I al Bavariei (germană Ludwig I; n. 25 august 1786 – d. 29 februarie 1868) a fost rege al Bavariei, din 1825 până în 1848, când a abdicat în timpul revoluțiilor care au cuprins statele germane, în favoarea fiului său Maximilian al II-lea al Bavariei.
Mare iubitor al artelor și sprijinitor al acestora, Ludovic I al Bavariei a rămas cunoscut prin templul realizat pe malul Dunării, în apropiere de Regensburg, Walhalla, prin Galeria de frumuseți, precum și prin Gliptoteca de la München.

## Biografie
Ludwig Karl August, devenit Ludovic I al Bavariei, fiu al lui Maximilian I al Bavariei, pe vremea când acesta era ofițer în serviciul Franței și al Wilhelminei de Hessa-Darmstadt, l-a avut de naș de botez pe Ludovic al XVI-lea al Franței, al cărui prenume îl poartă.
De foarte tânăr a prins gustul pentru arte și a efectuat numeroase călătorii în Italia. A luat parte la războaiele napoleoniene, mai întâi în trupele lui Napoleon, după care a trecut, ca urmare a schimbării politicii tatălui său, de partea coaliției anti-franceze, în 1813.
Tatăl său, nedorind o mezalianță cu o „napoleonidă”, Ludovic I s-a căsătorit, în 1810, cu Theresa de Saxa-Hildburghausen. Festivitățile ocazionate de această căsătorie sunt la originea primului „Oktoberfest”. 
Nouă copii au rezultat din căsătoria lui Ludwig Karl August cu Theresa de Saxa-Hildburghausen:
- Maximilian (1811-1864) care i-a succedat la tron, a luat în căsătorie, în 1842 pe Maria de Prusia și a fost tatăl regilor Ludovic al II-lea al Bavariei și Otto I al Bavariei.
- Mathilde (1813-1862) în 1833 a luat în căsătorie pe Ludovic al III-lea mare-duce de Hessa și de Rin (1808-1877).
- Otto (1815-1867), rege ale Greciei între 1832 - 1862 s-a căsătorit în 1836 cu Amalia de Oldenbourg (1818-1875)), fără urmași.
- Charlotte (1816-1817).
- Leopold (Luitpold) (1821-1912) s-a căsătorit în 1844 cu Augusta de Toscana (1825-1864), (printre urmași: regele Ludovic al III-lea al Bavariei)
- Aldegonde (1823-1914), în 1842 s-a căsătorit cu Francisc al V-lea, duce de Modena (1819-1875).
- Hildegard (1825-1864), a luat în căsătorie în 1844 pe arhiducele Albert al Austriei (1817-1895).
- Alexandra (1826-1875).
- Adalbert (1828-1875) prinț moștenitor al Greciei, a luat în căsătorie în 1856 pe Amalia a Spaniei (1834-1905),

În viața privată Ludovic a fost modest și sociabil și a fost chiar cunoscut pentru ținuta lui de multe ori ponosită. Ludovic a fost greu de auz și a avut un semn din naștere pe frunte, care a fost de multe ori ascuns în portrete.
Ludovic a avut mai multe aventuri extraconjugale și a fost unul dintre iubiții lui Lady Jane Digby, o aventurieră aristocratică engleză. 
Ludovic I al Bavariei accede la putere la moartea tatălui său, în 1825 și a continuat politica de mecenat dusă pe când era prinț moștenitor. Admirator al lui Goethe, a achiziționat operele pe care acesta le apreciase în mod deosebit la palatul Bevilacqua din Verona, precum și Cap de Meduză al marchizului Rondanini, descrisă cu entuziasm în Italianische Reise. În 1812, cumpărase sculpturile templului din Aphaia la Egina, descoperite cu puțin timp înainte. A reușit să cumpere Faunul Barberini, în perioada dispersării colecțiilor Barberini.
.

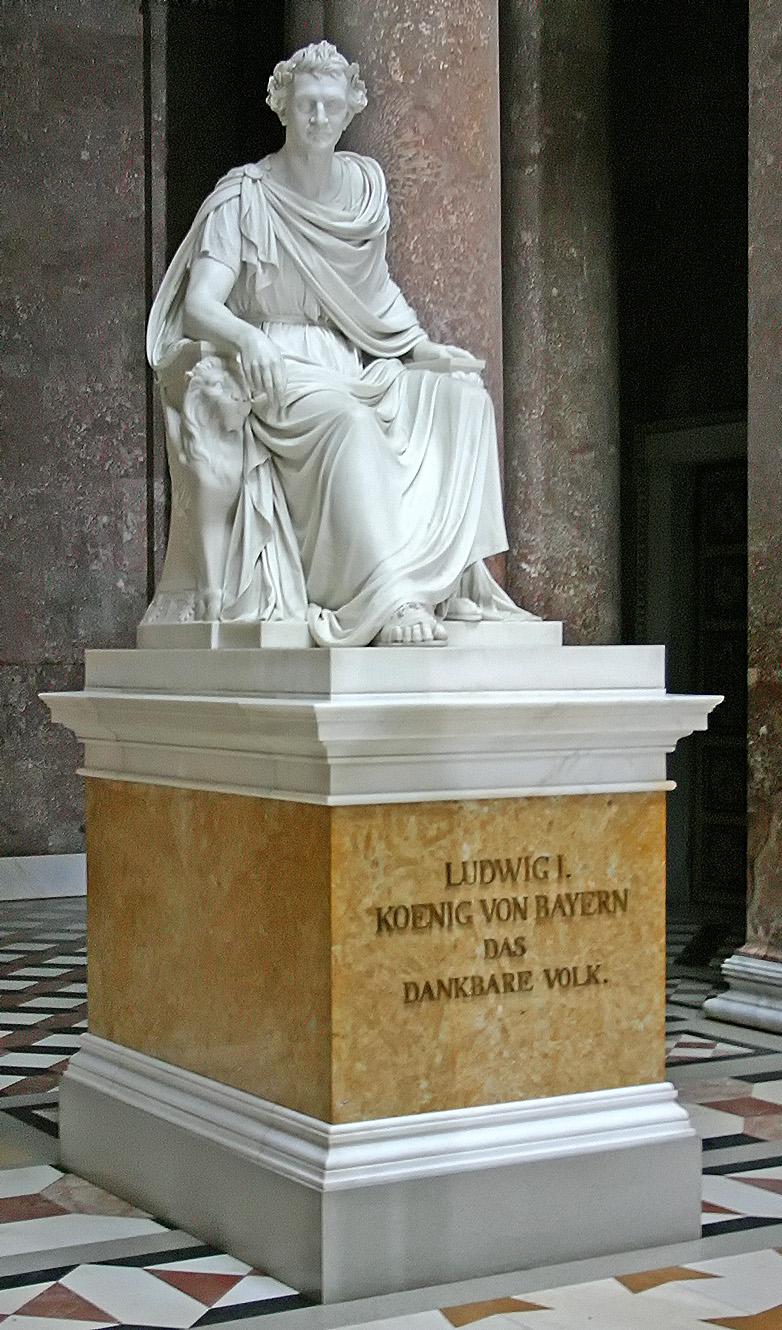
Statuia lui Ludovic I al Bavariei, la Walhalla

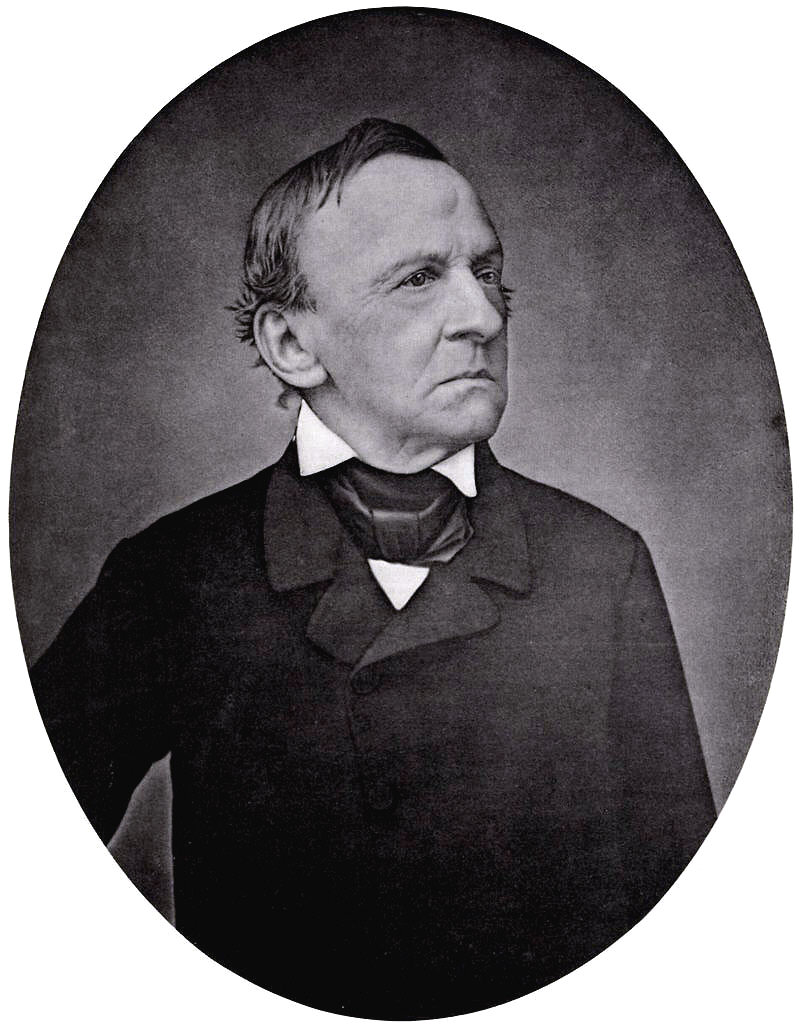
Ludovic I al Bavariei în 1860, de Joseph Albert

Pentru adăpostirea colecțiilor sale, a construit la München Gliptoteca, Staatliche Antikensammlungen precum și Alte și Neue Pinakothek. A transferat la München, capitala sa, universitatea situată pe atunci la Landshut. Münchenul a devenit cel mai strălucitor și cel mai important centru artistic și universitar german.
A susținut lupta grecilor pentru independență de sub ocupația otomană, fiul său Otto devenind primul rege al Greciei independente sub numele de Otto al Greciei.
Între 1816 - 1842, a ridicat, pe malul Dunării, la est de Regensburg, un templu, după modelul vechilor temple antice grecești, Walhalla, pentru onorarea personalităților de excepție, de origine germană.
După Revoluția Franceză din iulie 1830, a devenit impopular datorită  politicii sale represive, precum și datorită legăturii cu metresa Lola Montez.
A abdicat la 20 martie 1848, în favoarea fiului săi Maximilian al II-lea al Bavariei.
Ludovic I al Bavariei a decedat la Nisa, în 29 februarie 1868. A fost înmormântat la Abația Sfântul Bonifaciu din München.